# Alexandre de Moura
Alexandre de Moura (Portugal) fidalgo, cavaleiro de São Bento, militar português, político. 
Líder do exército português que colaborou com a destruição da então França Equinocial (atual estado brasileiro do Maranhão), durante o período colonial brasileiro.

## Biografia
Em 1598 chegou a capitania de Pernambuco, para participar na etapa final da conquista da Parahyba em 1599. 
Em março de 1602, recebeu a capitania-mor, de uma armada da carreira da Índia, devido ao serviços prestados nas armadas do então Brasil Colônia (1500 - 1815). Neste mesmo ano foi nomeado governador e capitão-mor da Capitania de Pernambuco (1603 - 1615).
Ás vésperas da tomada de São Luís levantou o Forte de São Francisco (ou Forte do Sardinha), na baía de São Marcos (atual Ponta d'Areia) em frente ao Forte São Luís (em francês: Forte Saint Louis). Ponto central da conquista da França Equinocial pelos portugueses.
Entre 1603 e 1615, foi lugar-tenente governador da capitania e teve um papel preponderante na ocupação do Nordeste e do Norte do Brasil. Em 4 de novembro de 1615, venceu os franceses no Maranhão, aprisionou o líder La Ravardière e, renomeou o Forte São Luís para Forte São Filipe; recuperando o domínio das terras do extremo-norte da Colônia para a então Coroa portuguesa.
Após expulsão dos franceses, o general Alexandre de Moura organizou a Conquista do Maranhão, nomeando: capitão-mor o denodado Jerônimo de Albuquerque; ouvidor e auditor-geral Luís de Madureira; sargento-mor Baltazar Álvares Pestana; capitão do mar Salvador de Melo; capitão das entradas Bento Maciel Parente; comandante dos fortes de São Felipe, de São Francisco e de São José de Itaparí, respectivamente os capitães Ambrósio Soares, Álvaro da Câmara e Antônio de Albuquerque, e; capitão das zonas de Cumã e Caeté Martins Soares Moreno.
Em 1616, regressando à Europa levando documentos relativos a conquista do Maranhão (colonização da costa leste-oeste do Brasil). recebeu a condecoração (hábito) de São Bento, por serviços prestados na armada da Colônia.
Em 1615, Gaspar de Sousa, o governador-geral da Colônia, o nomeia fidalgo da casa Real e Cavaleiro do hábito de São Bento de Aviz.
Em Portugal, serviu na Armada, sabendo-se que ainda estava vivo em 1620. E o capitão-mor do Ceará Martim Soares Moreno, na sua carta Relato do Ceará, diz que Alexandre de Moura tinha um grande conhecimento das terras do Ceará.